# Rudolf Lodders

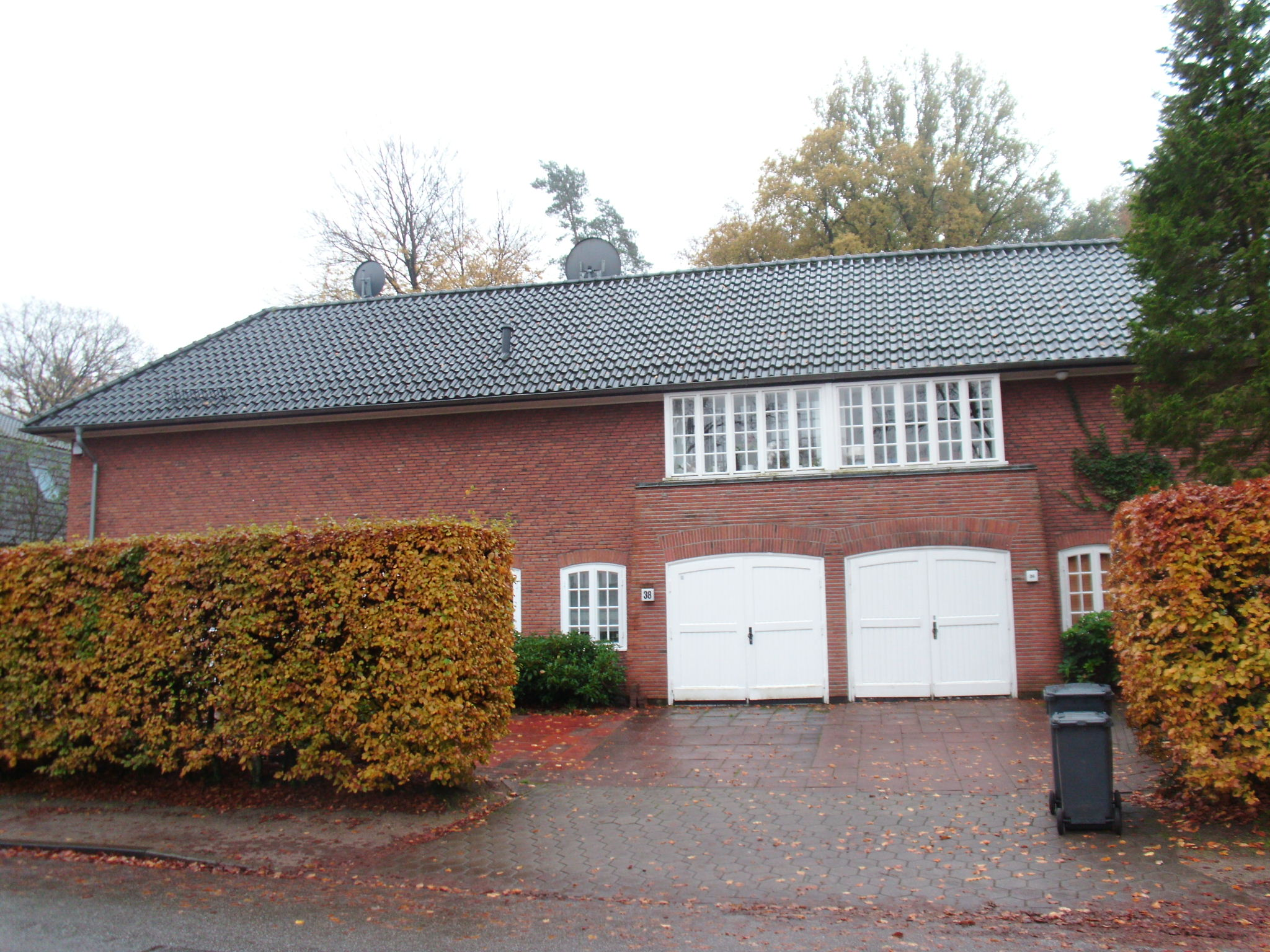
Doppelwohnhaus Babendiekstraße 36/38 in Hamburg-Blankenese

Rudolf Lodders (* 19. September 1901 in Altona; † 3. Juni 1978 in Hamburg) war ein deutscher Architekt.

## Biografie

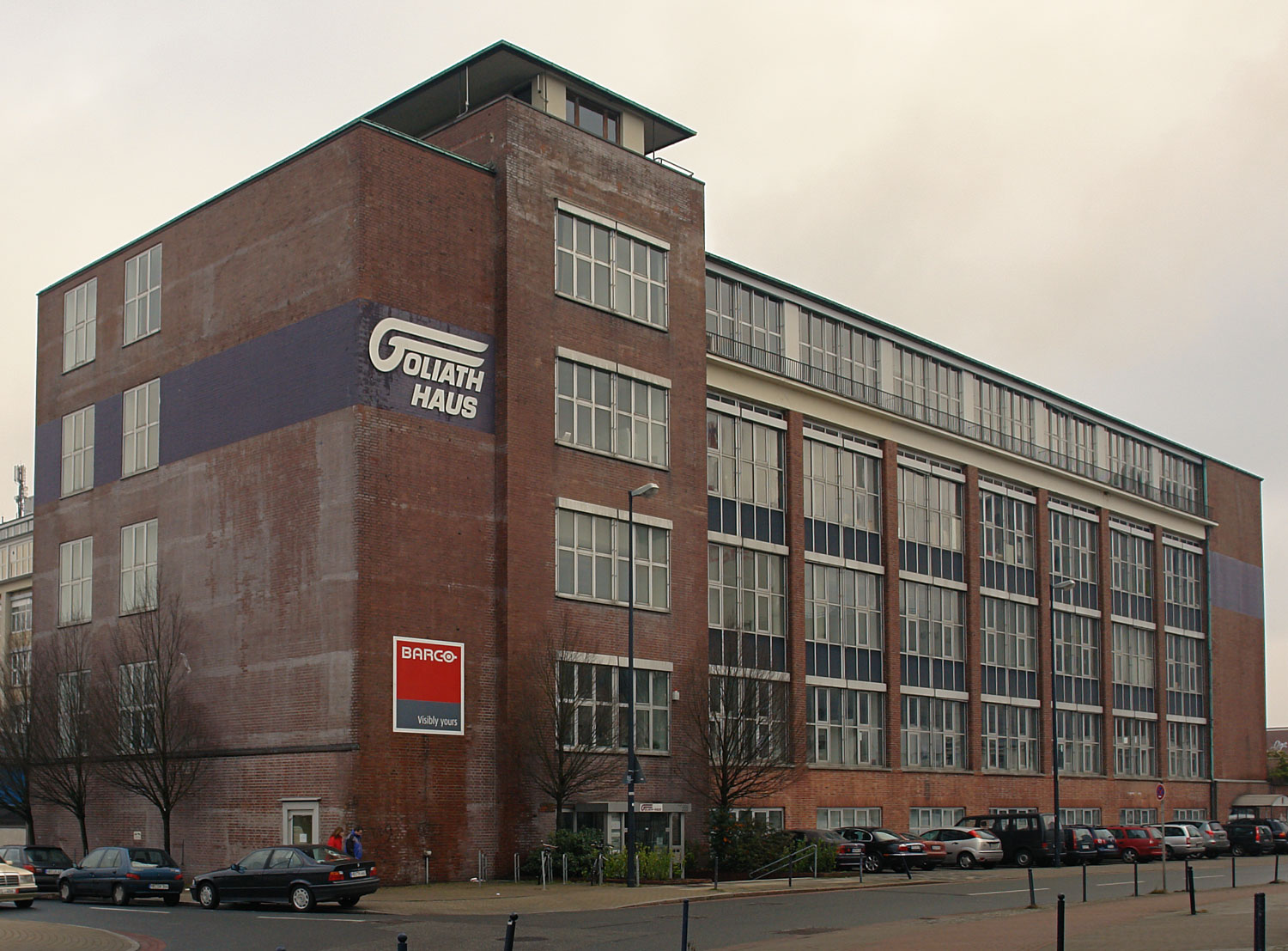
Goliathhaus in Bremen – Hastedter Osterdeich 222

Nach Abschluss einer Maurerlehre besuchte Lodders von 1921 bis 1924 die Hamburger Baugewerkschule. Danach arbeitete er von 1924 bis 1925 im Büro des Hamburger Architekten Karl Schneider. Von 1925 bis 1927 war er im Hochbauamt der Stadt Altona unter Gustav Oelsner tätig. 1927 wechselte er in das Hochbauamt der Stadt Frankfurt am Main, wo er Mitarbeiter von Ernst May und Martin Elsaesser am Projekt Neues Frankfurt war. 1929 erfolgte ein Wechsel ins Hochbauamt der Stadt Berlin zu Martin Wagner. 1930 wurde er Mitarbeiter von Wilhelm Arntz im Hochbauamt der Stadt Köln. Nachdem er 1931 von einem Aufenthalt als Stipendiat in der Villa Massimo zurückgekehrt war, gründete er in Hamburg ein eigenes Architekturbüro, zu dem 1934 Friedrich Sünnemann stieß.
Lodders wurde 1934 Hausarchitekt der Bremer Hansa-Lloyd und Goliath-Werke (ab 1938 Carl F. W. Borgward) bis zur Insolvenz des Borgward-Konzerns im Jahr 1961.
Mit dem Fotografen Ernst Scheel war Lodders seit seiner Studienzeit freundschaftlich verbunden und ließ während seiner Selbstständigkeit und in der Zeit bei den Borgwardwerken seine Arbeiten von ihm und von dem Bremer Fotografen Hermann Ohlsen dokumentieren.
Lodders liegt auf dem Friedhof Altona begraben.

## Bauten
- 1931: Grabmal „Senator (Carl) Cohn“ (einziges Grabmonument von Lodders auf dem Hamburger Friedhof Ohlsdorf)

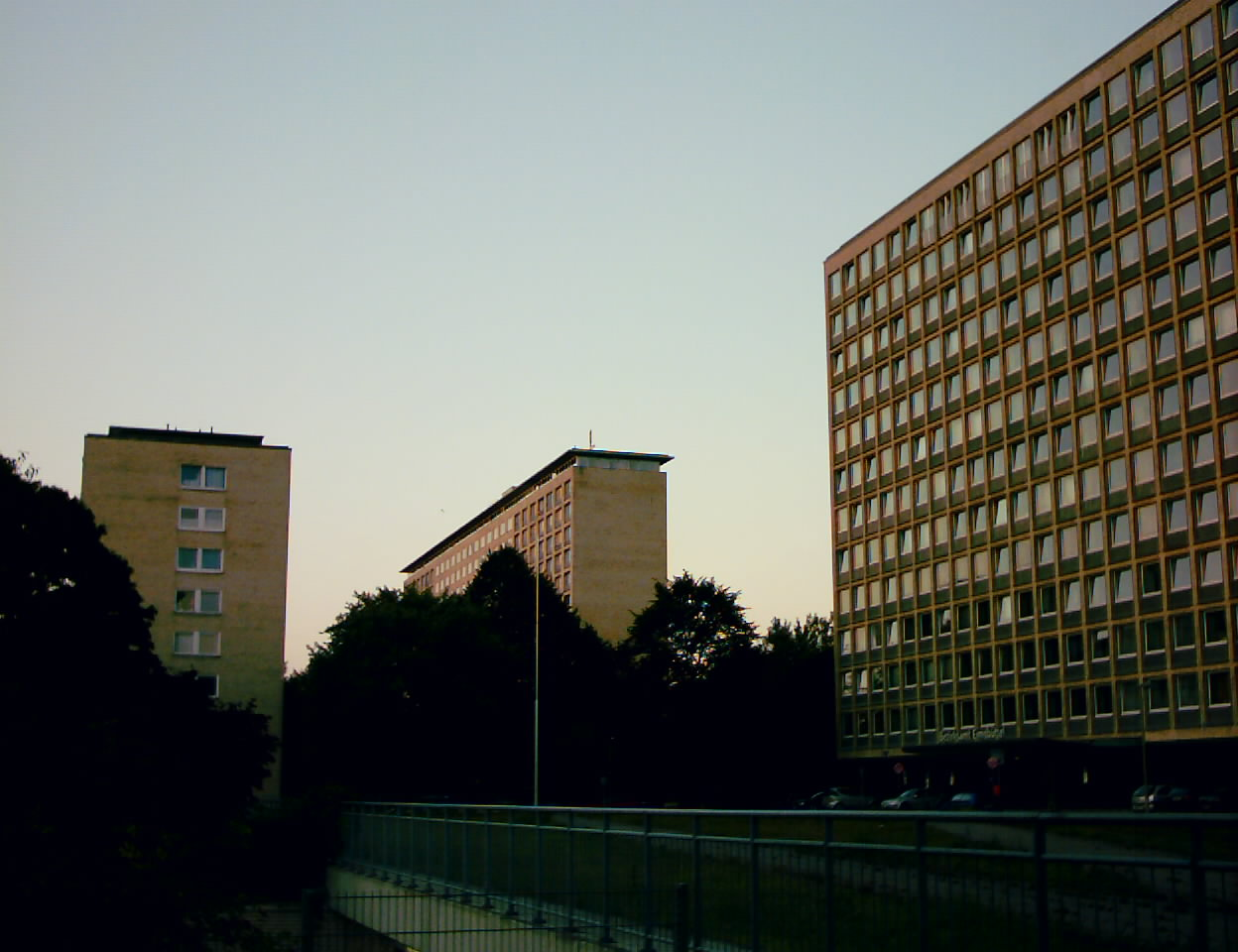
Grindelhochhäuser in Hamburg

- 1932–1933: Umbau und Erweiterung der ILO-Motorenwerke in Pinneberg[2]
- 1933–1934: Haus Christiansen an der Elbchaussee in Hamburg-Nienstedten[3][4]
- 1934–1935: Hansa-Lloyd-Werke in Bremen
- vor 1935: Heidehaus bei Bremen[5]
- 1935–1936: Haus Wachholz in (Hamburg-) Altona
- 1935–1937: Goliath-Werk in Bremen (mit Friedrich Sünnemann)[6]
- 1937: Haus im Taunus[3]
- 1938: Sommerhaus in der Lüneburger Heide[7]
- 1939: eigenes Wohnhaus in Altona[3]
- 1939–1940: Doppelwohnhaus Babendiekstraße 36/38 in (Hamburg-) Altona-Blankenese[8]
- 1946–1956: Beteiligung am Bau der Grindelhochhäuser in Hamburg
- 1949: Holzhaus an der Elbe[3]
- 1950–1961: Bauten für die Schiffsbauversuchsanstalt in Hamburg
- 1951–1959: Bauten für die BP-Raffinerie in Hamburg
- 1951–1952: Landhausvilla Schöne Aussicht 28 in Hamburg-Uhlenhorst für Eduard Rhein (das Gebäude wurde 1972 abgerissen)
- 1952–1953: Umbau des Borgward-Hauses in Bremen
- 1952–1961: Bauten für den Hamburger Schlachthof
- 1953–1954: Lloyd-Motoren-Werke, Halle 4, Bremen – Neustadt, Richard-Dunkel-Straße 120–124
- 1954–1958: Volksschule Philosophenweg in Hamburg-Othmarschen (zusammen mit Hans-Georg Lehmann und Friedrich Sünnemann)
- 1957–1959: Gebäude der Berufsgenossenschaft für Gesundheitsdienst und Wohlfahrtspflege in Hamburg-Eimsbüttel[9]
- 1959–1960: Studentenwohnheim in Hamburg-Stellingen
- 1960–1962: Bürohaus der Hamburger Ärztekammer
- 1963–1965: Studentenwohnheim in Hamburg-Lokstedt (Rudolf-Laun-Haus)
- vor 1962: Einfamilienhaus in Hamburg-Flottbek[10]